# Wjatscheslaw Iwanowitsch Lebedew
Wjatscheslaw Iwanowitsch Lebedew (russisch Вячеслав Иванович Лебедев, englische Transkription Vyacheslav Ivanovich Lebedev; * 27. Januar 1930 in Kostroma; † 22. März 2010 in Moskau) war ein russischer Mathematiker, der sich mit Numerischer Mathematik befasst hat.

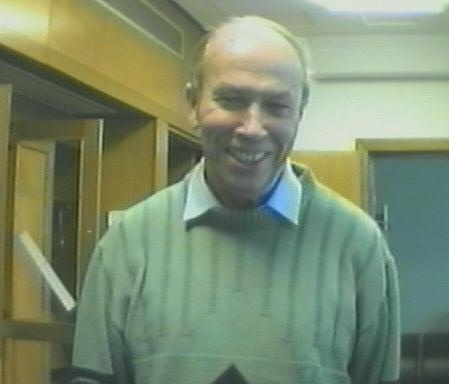
Wjatscheslaw Iwanowitsch Lebedew

Lebedew studierte ab 1949 an der Lomonossow-Universität, wo er 1957 bei Sergei Lwowitsch Sobolew promoviert wurde (Endliche Differenzenmethode für ein System von Gleichungen). Er arbeitete ab 1957 am Kurtschatow-Institut, habilitierte sich 1967 (russischer Doktortitel) und lehrte ab 1969 am Moskauer Institut für Physik und Technologie (ab 1973 als Professor) und an der Lomonossow-Universität.
Er arbeitete auf vielen Gebieten der numerischen Mathematik, wie numerischer Lösung steifer Systeme von Differentialgleichungen, Approximation mit Polynomen, Numerik von Oberflächenintegralen auf der Sphäre (Lebedev Quadratur), Gebietszerlegung für Endliche Differenzenmethoden und iterative Löser auf Parallelrechnern und war auch an der numerischen Modellierung von Kernreaktoren beteiligt, was später zu Reiseeinschränkungen führte.
Er erhielt den sowjetischen Staatspreis (1987), den Kurtschatow-Preis (1984 und 2000) und die Tschebyschow-Goldmedaille der Russischen Akademie der Wissenschaften (2002).

## Schriften
- mit Guri Iwanowitsch Martschuk: Numerical methods in the theory of neutron transport. 2. Auflage. Harwood, Chur/New York 1986, ISBN 3-7186-0182-6.
- An introduction to functional analysis in computational mathematics.  Birkhäuser, Boston 1997, ISBN 0-8176-3888-1.